# Strobilanthes
- Commons
- Wikispecies

Strobilanthes Blume, 1826, segundo o Sistema APG II, é um gênero botânico da família Acanthaceae, encontrados nas regiões tropicais da Ásia e raros nas regiões temperadas da Asia.

## Sinonímia
- Adenacanthus Nees
- Adenostachya Bremek.
- Baphicacanthus Bremek.
- Buteraea Nees
- Carvia Bremek.
- Championella Bremek.
- Ctenopaepale Bremek.
- Didyplosandra Wight ex Bremek.
- Diflugossa Bremek.
- Ditrichospermum Bremek.
- Dossifluga Bremek.
- Echinopaepale Bremek.
- Endopogon Blume
- Eriostrobilus Bremek.
- Goldfussia Nees
- Gutzlaffia Hance
- Gymapsis Bremek.
- Hymenochlaena Bremek.
- Kanjarum Ramam.
- Kjellbergia Bremek.
- Lamiacanthus Kuntze
- Larsenia Bremek.
- Leptacanthus Nees
- Lissospermum Bremek.
- Listrobanthes Bremek.
- Mackenziea Nees
- Microstrobilus Bremek.
- Nilgirianthus Bremek.
- Pachystrobilus Bremek.
- Parachampionella Bremek.
- Paragoldfussia Bremek.
- Paragutzlaffia H.P.Tsui
- Parastrobilanthes Bremek.
- Parasympagis Bremek.
- Perilepta Bremek.
- Phlebophyllum Nees
- Pleocaulus Bremek.
- Psacadopaepale Bremek.
- Pseudaechmanthera Bremek.
- Pseudostenosiphonium Lindau
- Pteracanthus (Nees) Bremek.
- Pteroptychia Bremek.
- Pyrrothrix Bremek.
- Semnostachya Bremek.
- Semnothyrsus Bremek.
- Sericocalyx Bremek.
- Sinthroblastes Bremek.
- Sympagis (Nees) Bremek.
- Taeniandra Bremek.
- Tarphochlamys Bremek.
- Tetraglochidium Bremek.
- Tetragoga Bremek.
- Tetragompha Bremek.
- Thelepaepale Bremek.
- Triaenacanthus Nees
- Xanthostachya Bremek.
- Xenacanthus Bremek.